# Строкатоголовий чінголо
Строкатоголовий чі́нголо  (Rhynchospiza) — рід горобцеподібних птахів родини Passerellidae. Представники цього роду мешкають в Південній Америці. Представників цього роду раніше відносили до роду Пінсон (Aimophila), однак за результатами молекулярно-генетичного дослідження їх було переведено до відновленого роду Rhynchospiza.

## Види
Виділяють три види:
- Чінголо еквадорський (Rhynchospiza stolzmanni)
- Rhynchospiza dabbenei[8]
- Чінголо строкатоголовий (Rhynchospiza strigiceps)

## Етимологія
Наукова назва роду Rhynchospiza походить від сполучення слів дав.-гр. ῥυγχος — дзьоб і дав.-гр. σπιζα — в'юрок.